# Killian Phillips
Pour les articles homonymes, voir Phillips.
Killian Phillips, né le 30 mars 2002 à San Diego en Californie, est un footballeur international irlandais qui évolue au poste de milieu de terrain au St Mirren FC.

## Biographie

### Jeunesse et formation
D'origine irlandaise, Philips naît aux États-Unis mais regagne les quartiers nord de Dublin lorsqu'il est enfant. il commence le football au sein du club amateur de Kilbarrack United, avant de rejoindre le football professionnel au Drogheda United.

### Carrière en club

#### Drogheda United
Déjà sur le banc en championnat d'Irlande depuis 2020, Phillips fait ses débuts professionnels le 20 avril 2021 lors d'une défaite 1-0 contre les Shamrock Rovers. Le 8 mai 2021, il inscrit son premier but lors d'une victoire 7-0 contre Waterford. Au cours de la saison 2021, il totalise 30 apparitions en championnat et marque deux buts.

#### Crystal Palace
En janvier 2022, Phillips signe avec Crystal Palace et intègre l'équipe des moins de 23 ans du club. À l'été 2022, il participe à la tournée de pré-saison en Asie avec l'équipe première, titulaire face à Liverpool et Manchester United. Le 23 août 2022, il fait ses débuts officiels avec l'équipe première lors d'un match de Coupe de la Ligue contre Oxford United.
Le 1er janvier 2023, Phillips est prêté à Shrewsbury Town, équipe de League One, jusqu'à la fin de la saison. Il s'impose rapidement comme un élément clé de l'équipe, disputant 19 matchs de championnat et inscrivant trois buts. Ses performances lui valent d'être nommé jeune joueur de la saison par le club.
Le 11 août 2023, Phillips prolonge son contrat avec Crystal Palace et est immédiatement prêté à Wycombe Wanderers, nouveau club de League One, pour la saison 2023-2024,. Son prêt est finalement écourté en janvier 2024.
Le 28 janvier 2024, il rejoint l'Aberdeen FC en prêt jusqu'à la fin de la saison. Il y dispute 10 matchs de championnat écossais, et atteint les demi-finales de la coupe d'Écosse. Après un match nul 3-3 en demi-finale face au Celtic, il manque son tir au but et scelle l'élimination de son équipe.
Le 21 août 2024, Phillips est prêté à St Mirren, de nouveau en Écosse, pour la saison 2024-2025. Il y devient un titulaire régulier, et aide le club à atteindre le top six du championnat. En mai 2025, il rejoint définitivement le club écossais.

### En sélections nationales
Phillips représente l'Irlande au niveau international. Il dispute un match avec l'équipe des moins de 20 ans en mars 2022, puis joue avec les espoirs à partir de mars 2023. Il y totalise 7 sélections et marque un but lors d'un match nul 2-2 contre l'Italie en novembre 2023.
Le 14 mai 2025, il est convoqué pour la première fois par Heimir Hallgrímsson en équipe nationale d'Irlande pour deux matchs amicaux contre le Sénégal et le Luxembourg. Il entre en jeu face au Sénégal le 6 juin, remplaçant Matt Doherty.

## Palmarès

### En club
Crystal Palace
- Premier League International Cup :
  - Finaliste en 2022-2023[22].

### Distinctions individuelles
- Joueur de la saison 2024-2025 du St Mirren FC[23].